# 小林保治
小林 保治（こばやし やすはる、1938年 - ）は、日本の国文学者。学位は、文学博士。専門は、日本説話文学・仏教文学・能・狂言など。

## 来歴
青森県青森市出身。早稲田大学教育学部卒、同大学院文学研究科博士課程修了。その後、早稲田大学教育学部・大学院文学研究科兼担教授、浙江大学客員教授。2008年3月、早稲田大学を定年退職。
津軽弁を大切にしていて、さまざまな高校で地域の言葉に眼差しを向ける授業を展開してきた。
中学生の時に石器を発見してから、化石や石の収集を趣味としている。

## 著書

### 単著
- 『説話集の方法』笠間書院〈笠間叢書〉（原著1992年2月）。ISBN 9784305102508。
- 『平安京の仰天逸話』小学館（原著2003年3月）。ISBN 9784093620642。
- 『中世文化の発想』勉誠出版（原著2008年4月）。ISBN 9784585031772。

### 共著
- 『古事談』 上、源顕兼、現代思潮社〈古典文庫〉（原著1981年11月）。ASIN B000J7TR76。
- 『古事談』 下、源顕兼、現代思潮社〈古典文庫〉（原著1981年12月）。ASIN B000J7SODE。
- 『宇治拾遺物語』増古和子共著、小学館〈新編日本古典文学全集〉（原著1996年6月）。ISBN 9784096580509。
- 橘成季編 編『古今著聞集』 上、西尾光一共著、新潮社〈新潮日本古典集成〉（原著1983年6月）。ISBN 9784106203596。
- 『古今著聞集』 下、西尾光一共著、新潮社〈新潮日本古典集成〉（原著1986年12月）。ISBN 9784106203763。
- 『能楽ハンドブック』三省堂（原著2008年3月）。ISBN 9784385410609。
- 森田拾史郎共編 編『能・狂言図典』小学館（原著1999年6月）。ISBN 9784093620628。

### 編著
- 『あらすじで読む日本の古典』中経出版〈楽書ブックス〉（原著2004年3月）。ISBN 9784806119852。

- 『唐物語 全訳注』講談社〈講談社学術文庫〉（原著2003年6月）。

- 『中世文学の回廊』勉誠出版（原著2008年4月）。ISBN 9784585053958。